# Lucas Fernandes Mariano
Lucas Fernandes Mariano (Planaltina, 24 settembre 1993) è un cestista brasiliano.

## Carriera
Con il Brasile ha disputato due edizioni dei Campionati americani (2017, 2022).